# Campeonato Argentino de Mayores 2007
El Campeonato Argentino de Mayores de 2007 fue la sexagésimo-tercera edición del torneo de uniones regionales organizado por la Unión Argentina de Rugby. La Zona Campeonato se llevó a cabo entre el 3 y el 31 de marzo de 2007. La Zona Ascenso debió extenderse hasta el 19 de mayo debido a inconvenientes en el traslado de equipos de la Zona Sur 1 y 2.
El seleccionado de Santa Fe disputó las semifinales del torneo por primera vez desde 1986, cuando clasificó como anfitrión de las fases finales. La única vez que la Unión Santafesina de Rugby había disputado a esta instancia sin clasificar automáticamente fue en 1967, cuando derroto a Tucumán en cuartos de final. Además, durante esta edición se registró la mayor diferencia de puntos alcanzada en competencias oficiales organizadas por la Unión Argentina de Rugby cuando la Unión de Rugby de Misiones derroto a su par de Formosa 133-0, superando el 129-0 dado entre Buenos Aires y Nordeste en 1998.
El seleccionado de Buenos Aires obtuvo su trigésimo-tercer campeonato y el segundo de forma consecutiva al vencer 27-10 en la final a la Unión de Rugby de Tucumán en la cancha de Tucumán Lawn Tennis ante 10.000 espectadores. Juan Fernández Miranda fue el máximo goleador del seleccionado porteño (55) mientras que Francisco Bosch y Agustín Creevy fueron los máximos anotadores de tries.

## Equipos participantes
Disputaron esta edición los seleccionados provenientes de veinticuatro uniones provinciales: ocho en la Zona Campeonato y dieciséis en la Zona Ascenso.
| División                  | Equipo              | Unión                                                |
| ------------------------- | ------------------- | ---------------------------------------------------- |
| Zona Campeonato 8 equipos | Buenos Aires        | Unión de Rugby de Buenos Aires                       |
| Zona Campeonato 8 equipos | Córdoba             | Unión Cordobesa de Rugby                             |
| Zona Campeonato 8 equipos | Cuyo                | Unión de Rugby de Cuyo                               |
| Zona Campeonato 8 equipos | Rosario             | Unión de Rugby de Rosario                            |
| Zona Campeonato 8 equipos | Salta               | Unión de Rugby de Salta                              |
| Zona Campeonato 8 equipos | San Juan            | Unión Sanjuanina de Rugby                            |
| Zona Campeonato 8 equipos | Santa Fe            | Unión Santafesina de Rugby                           |
| Zona Campeonato 8 equipos | Tucumán             | Unión de Rugby de Tucumán                            |
| Zona Ascenso 16 equipos   | Alto Valle          | Unión de Rugby del Alto Valle de Río Negro y Neuquén |
| Zona Ascenso 16 equipos   | Austral             | Unión de Rugby Austral                               |
| Zona Ascenso 16 equipos   | Chubut              | Unión de Rugby del Valle del Chubut                  |
| Zona Ascenso 16 equipos   | Entre Ríos          | Unión Entrerriana de Rugby                           |
| Zona Ascenso 16 equipos   | Formosa             | Unión de Rugby de Formosa                            |
| Zona Ascenso 16 equipos   | Jujuy               | Unión Jujeña de Rugby                                |
| Zona Ascenso 16 equipos   | La Rioja            | Unión Riojana de Rugby                               |
| Zona Ascenso 16 equipos   | Lagos del Sur       | Unión de Rugby de los Lagos del Sur                  |
| Zona Ascenso 16 equipos   | Mar del Plata       | Unión de Rugby de Mar del Plata                      |
| Zona Ascenso 16 equipos   | Misiones            | Unión de Rugby de Misiones                           |
| Zona Ascenso 16 equipos   | Nordeste            | Unión de Rugby del Nordeste                          |
| Zona Ascenso 16 equipos   | Oeste               | Unión de Rugby del Oeste de Buenos Aires             |
| Zona Ascenso 16 equipos   | San Luis            | Unión de Rugby San Luis                              |
| Zona Ascenso 16 equipos   | Santiago del Estero | Unión Santiagueña de Rugby                           |
| Zona Ascenso 16 equipos   | Sur                 | Unión de Rugby del Sur                               |
| Zona Ascenso 16 equipos   | Tierra del Fuego    | Unión de Rugby de Tierra del Fuego                   |

## Formato
Los veinticuatro equipos participantes fueron divididos en dos categorías: Zona Campeonato y Zona Ascenso.
Zona Campeonato
La Zona Campeonato estuvo compuesta por ocho equipos divididos en dos zonas de cuatro equipos cada uno y se resolvieron con el sistema de todos contra todos a una sola ronda y alternando encuentros de local y visitante. Se otorgaron 4 puntos por partido ganado, 2 por partido empatado y 0 por partido perdido. Se otorgó 1 punto bonus ofensivo en el caso de marcar cuatro tries o más y 1 punto bonus defensivo por perder por siete puntos de diferencia o menos. Los 1.º y 2.º de cada zona clasificaron a las semifinales. 
En las semifinales se enfrentaron el 1.º de la Zona 1 contra el 2.º de la Zona 2 y viceversa. Los 1.º de cada zona fueron locales. Los ganadores de las semifinales clasificaron a la final para determinar el campeón de la temporada. Para la definición de la localía en la final, se invirtieron las localías de las semifinales y en caso de no ser posible se procedería a realizar un sorteo.
Los equipos que ocuparon el 4.º puesto en sus zonas jugaron dos partidos entre sí para definir el descenso a la Zona Ascenso de la siguiente edición. Fue local en el partido de ida el equipo que haya obtenido la menor cantidad de puntos en su zona (en caso de tener la misma cantidad, se decidiría por sorteo).
Zona Ascenso
La Zona Ascenso estuvo compuesta por dieciséis equipos divididos en cuatro zonas de cuatro equipos cada una. Las equipos fueron distribuidos de acuerdo a su ubicación geográfica, con dos zonas Norte y dos zonas Sur. Cada zona se resolvió con el sistema de todos contra todos a una sola ronda y alternando encuentros de local y visitante. Se otorgaron 4 puntos por partido ganado, 2 por partido empatado y 0 por partidos perdidos. Se otorgó 1 punto bonus ofensivo en el caso de marcar cuatro tries o más y 1 punto bonus defensivo por perder por siete puntos de diferencia o menos. Los ganadores de cada zona clasificaron a la fase final.
La fase final se disputó a eliminación directa en dos rondas. Los equipos clasificados se enfrentaron primero a los equipos de su misma zona geográfica, garantizando así una final entre un equipo del norte y otro del sur. La final se disputó a ida y vuelta con ambos seleccionados actuando de local y el orden decidido por sorteo. El campeón ascendió a la Zona Campeonato de la siguiente edición.

## Zona Campeonato

### Zona 1
| Pos. | Equipos      | Partidos | Partidos | Partidos | Tantos | Tantos | Tantos | Pts. |
| Pos. | Equipos      | G        | E        | P        | PF     | PC     | DP     | Pts. |
| ---- | ------------ | -------- | -------- | -------- | ------ | ------ | ------ | ---- |
| 1.°  | Buenos Aires | 3        | 0        | 0        | 135    | 28     | +107   | 14   |
| 2.°  | Córdoba      | 2        | 0        | 1        | 55     | 70     | -15    | 9    |
| 3.°  | Rosario      | 1        | 0        | 2        | 29     | 67     | -38    | 4    |
| 4.°  | San Juan     | 0        | 0        | 3        | 25     | 79     | -54    | 1    |

|  | Clasifica a fase final          |
|  | Juega desempate por el descenso |

| 3 de marzo | Buenos Aires | 26 - 6                | Rosario | Hindú Club, Don Torcuato             |                                      |
|            |              | p.102 Reporte Reporte |         | Árbitro(s): Javier Mancuso (Córdoba) | Árbitro(s): Javier Mancuso (Córdoba) |

| 3 de marzo | Córdoba | 10 - 7  | San Juan | La Tablada, Córdoba                              |                                                  |
|            |         | Reporte |          | Árbitro(s): Cristian Sánchez Ruíz (Buenos Aires) | Árbitro(s): Cristian Sánchez Ruíz (Buenos Aires) |

| 10 de marzo | San Juan | 7 - 49                | Buenos Aires | UNSJ, San Juan                          |                                         |
|             |          | p.103 Reporte Reporte |              | Árbitro(s): Martín Rodríguez (Santa Fe) | Árbitro(s): Martín Rodríguez (Santa Fe) |

| 10 de marzo | Córdoba | 30 - 3  | Rosario | La Tablada, Córdoba                     |                                         |
|             |         | Reporte |         | Árbitro(s): Pablo Deluca (Buenos Aires) | Árbitro(s): Pablo Deluca (Buenos Aires) |

| 17 de marzo | Buenos Aires | 60 - 15               | Córdoba | Hindú Club, Don Torcuato        |                                 |
|             |              | p.105 Reporte Reporte |         | Árbitro(s): Andres Ramos (Cuyo) | Árbitro(s): Andres Ramos (Cuyo) |

| 17 de marzo | Rosario | 20 - 11 | San Juan | Gimnasia y Esgrima, Rosario                      |                                                  |
|             |         | Reporte |          | Árbitro(s): Cristian Sánchez Ruiz (Buenos Aires) | Árbitro(s): Cristian Sánchez Ruiz (Buenos Aires) |

### Zona 2
| Pos. | Equipos  | Partidos | Partidos | Partidos | Tantos | Tantos | Tantos | Pts. |
| Pos. | Equipos  | G        | E        | P        | PF     | PC     | DP     | Pts. |
| ---- | -------- | -------- | -------- | -------- | ------ | ------ | ------ | ---- |
| 1.°  | Tucumán  | 3        | 0        | 0        | 75     | 31     | +44    | 13   |
| 2.°  | Santa Fe | 1        | 0        | 2        | 60     | 65     | -5     | 6    |
| 3.°  | Cuyo     | 1        | 0        | 2        | 55     | 74     | -19    | 5    |
| 4.°  | Salta    | 1        | 0        | 2        | 40     | 60     | -20    | 5    |

|  | Clasifica a fase final          |
|  | Juega desempate por el descenso |

| 3 de marzo | Tucumán | 18 - 13 | Salta | Tucumán Lawn Tennis, Tucumán                                             |                                                                          |
|            |         | Reporte |       | Asistencia: 4000 espectadores Árbitro(s): Leonardo Borghi (Buenos Aires) | Asistencia: 4000 espectadores Árbitro(s): Leonardo Borghi (Buenos Aires) |

| 3 de marzo | Cuyo | 27 - 28 | Santa Fe | Mendoza Rugby Club, Bermejo         |                                     |
|            |      | Reporte |          | Árbitro(s): Omar Alcoccer (Tucumán) | Árbitro(s): Omar Alcoccer (Tucumán) |

| 10 de marzo | Santa Fe | 18 - 23 | Tucumán | Universitario, Santa Fe                    |                                            |
|             |          | Reporte |         | Árbitro(s): Federico Cuesta (Buenos Aires) | Árbitro(s): Federico Cuesta (Buenos Aires) |

| 10 de marzo | Cuyo | 28 - 12 | Salta | Mendoza Rugby Club, Bermejo          |                                      |
|             |      | Reporte |       | Árbitro(s): Javier Mancuso (Córdoba) | Árbitro(s): Javier Mancuso (Córdoba) |

| 17 de marzo | Tucumán | 34 - 0  | Cuyo | Tucumán Lawn Tennis, Tucumán              |                                           |
|             |         | Reporte |      | Árbitro(s): Víctor Rabufetti (Entre Ríos) | Árbitro(s): Víctor Rabufetti (Entre Ríos) |

| 17 de marzo | Salta | 15 - 14 | Santa Fe | Jockey Club, Salta                      |                                         |
|             |       | Reporte |          | Árbitro(s): Pablo Deluca (Buenos Aires) | Árbitro(s): Pablo Deluca (Buenos Aires) |

### Desempate descenso
La Unión de Rugby de Salta mantuvo la categoría al vencer a la Unión Sanjuanina de Rugby en los dos encuentros de la serie.
| 24 de marzo | San Juan | 22 - 23 | Salta | Sp. Club Alfiles, Rivadavia        |                                    |
|             |          | Reporte |       | Árbitro(s): Mauro Rivera (Rosario) | Árbitro(s): Mauro Rivera (Rosario) |

| 31 de marzo | Salta | 37 - 14 | San Juan | Jockey Club, Salta |  |
|             |       | Reporte |          |                    |  |

### Fase final
|  | Semifinales  | Semifinales  | Semifinales  |              |         | Final       | Final       | Final       |  |
|  | 24 de marzo  | 24 de marzo  | 24 de marzo  |              |         | 31 de marzo | 31 de marzo | 31 de marzo |  |
|  |              |              |              |              |         |             |             |             |  |
|  |              |              |              |              |         |             |             |             |  |
|  | Tucumán      | Tucumán      | 20           |              |         |             |             |             |  |
|  | Tucumán      | Tucumán      | 20           |              |         |             |             |             |  |
|  | Córdoba      | Córdoba      | 9            |              |         |             |             |             |  |
|  | Córdoba      | Córdoba      | 9            |              | Tucumán | Tucumán     | 10          |             |  |
|  |              |              |              |              | Tucumán | Tucumán     | 10          |             |  |
|  |              |              | Buenos Aires | Buenos Aires | 27      |             |             |             |  |
|  | Buenos Aires | Buenos Aires | Buenos Aires | Buenos Aires | 27      | 63          |             |             |  |
|  | Buenos Aires | Buenos Aires |              |              |         | 63          |             |             |  |
|  | Santa Fe     | Santa Fe     | 12           |              |         |             |             |             |  |
|  | Santa Fe     | Santa Fe     | 12           |              |         |             |             |             |  |
|  |              |              |              |              |         |             |             |             |  |

Semifinales
| 24 de marzo | Tucumán | 20 - 9  | Córdoba | Tucumán Lawn Tennis, Tucumán                                             |                                                                          |
|             |         | Reporte |         | Asistencia: 5000 espectadores Árbitro(s): Leonardo Borghi (Buenos Aires) | Asistencia: 5000 espectadores Árbitro(s): Leonardo Borghi (Buenos Aires) |

| 24 de marzo | Buenos Aires | 63 - 12 | Santa Fe | Hindú Club, Don Torcuato        |                                 |
|             |              | Reporte |          | Árbitro(s): Andrés Ramos (Cuyo) | Árbitro(s): Andrés Ramos (Cuyo) |

Final
La Unión de Rugby de Tucumán ganó el sorteo por la localía de la final.
| 31 de marzo | Tucumán | 10 - 27 | Buenos Aires | Tucumán Lawn Tennis, Tucumán                                              |                                                                           |
|             |         | Reporte |              | Asistencia: 10000 espectadores Árbitro(s): Víctor Rabuffetti (Entre Ríos) | Asistencia: 10000 espectadores Árbitro(s): Víctor Rabuffetti (Entre Ríos) |

|                         |
| Buenos Aires Campeón    |
| Trigésimo-tercer título |

## Zona Ascenso

### Zona Norte 1
| Pos. | Equipos         | Partidos | Partidos | Partidos | Tantos | Tantos | Tantos | Pts. |
| Pos. | Equipos         | G        | E        | P        | PF     | PC     | DP     | Pts. |
| ---- | --------------- | -------- | -------- | -------- | ------ | ------ | ------ | ---- |
| 1.°  | Sgo. del Estero | 3        | 0        | 0        | 98     | 12     | +86    | 15   |
| 2.°  | San Luis        | 1        | 1        | 1        | 34     | 68     | -34    | 7    |
| 3.°  | La Rioja        | 1        | 1        | 1        | 32     | 51     | -19    | 6    |
| 4.°  | Jujuy           | 0        | 0        | 3        | 36     | 69     | -33    | 1    |

|  | Clasifica a fase final |

| 3 de marzo | Santiago del Estero | 29 - 7  | La Rioja | Santiago Lawn Tennis, Santiago del Estero |                                      |
|            |                     | Reporte |          | Árbitro(s): Carlos Romero (Nordeste)      | Árbitro(s): Carlos Romero (Nordeste) |

| 3 de marzo | San Luis | 26 - 17 | Jujuy |                                         |                                         |
|            |          | Reporte |       | Árbitro(s): Alberto Pasamonti (Córdoba) | Árbitro(s): Alberto Pasamonti (Córdoba) |

| 10 de marzo | Jujuy | 5 - 26  | Santiago del Estero | Suri RC, Jujuy                           |                                          |
|             |       | Reporte |                     | Árbitro(s): Fernando Martorell (Tucumán) | Árbitro(s): Fernando Martorell (Tucumán) |

| 10 de marzo | San Luis | 8 - 8   | La Rioja |                                     |                                     |
| |          | Reporte |          | Árbitro(s): Eugenio Morra (Córdoba) | Árbitro(s): Eugenio Morra (Córdoba) |
| Se realizó erróneamente una serie de penales (ganado por San Luis) a modo de desempate que fue posteriormente anulado. |          |         |          |                                     |                                     |

| 17 de marzo | Santiago del Estero | 43 - 0  | San Luis | Old Lions RC, Santiago del Estero    |                                      |
|             |                     | Reporte |          | Árbitro(s): Javier Mancuso (Córdoba) | Árbitro(s): Javier Mancuso (Córdoba) |

| 17 de marzo | La Rioja | 17 - 14 | Jujuy |                                |                                |
|             |          | Reporte |       | Árbitro(s): Rubén Díaz (Salta) | Árbitro(s): Rubén Díaz (Salta) |

### Zona Norte 2
| Pos. | Equipos    | Partidos | Partidos | Partidos | Tantos | Tantos | Tantos | Pts. |
| Pos. | Equipos    | G        | E        | P        | PF     | PC     | DP     | Pts. |
| ---- | ---------- | -------- | -------- | -------- | ------ | ------ | ------ | ---- |
| 1.°  | Nordeste   | 3        | 0        | 0        | 123    | 16     | +107   | 13   |
| 2.°  | Entre Ríos | 2        | 0        | 1        | 96     | 27     | +69    | 10   |
| 3.°  | Misiones   | 1        | 0        | 2        | 154    | 46     | +108   | 5    |
| 4.°  | Formosa    | 0        | 0        | 3        | 5      | 289    | -284   | 0    |

|  | Clasifica a fase final |

| 3 de marzo | Entre Ríos | 62 - 0  | Formosa |                                          |                                          |
|            |            | Reporte |         | Árbitro(s): Juan Laurelli (Buenos Aires) | Árbitro(s): Juan Laurelli (Buenos Aires) |

| 3 de marzo | Nordeste | 15 - 8  | Misiones | Aranduroga RC, Corrientes                  |                                            |
|            |          | Reporte |          | Árbitro(s): Hernán Filomena (Buenos Aires) | Árbitro(s): Hernán Filomena (Buenos Aires) |

| 10 de marzo | Formosa | 5 - 94  | Nordeste | Aguará RHC, Formosa                  |                                      |
|             |         | Reporte |          | Árbitro(s): Marcelo Albaca (Tucumán) | Árbitro(s): Marcelo Albaca (Tucumán) |

| 10 de marzo | Entre Ríos | 31 - 13 | Misiones | CA Estudiantes, Paraná                   |                                          |
|             |            | Reporte |          | Árbitro(s): Leandro Durán (Buenos Aires) | Árbitro(s): Leandro Durán (Buenos Aires) |

| 17 de marzo | Nordeste | 14 - 3  | Entre Ríos | Aranduroga RC, Corrientes                |                                          |
|             |          | Reporte |            | Árbitro(s): Federico Cuesta (Entre Ríos) | Árbitro(s): Federico Cuesta (Entre Ríos) |

| 17 de marzo | Misiones | 133 - 0 | Formosa | C. Cazadores, Posadas                 |                                       |
| |          | Reporte |         | Árbitro(s): Manuel Aybar (Entre Ríos) | Árbitro(s): Manuel Aybar (Entre Ríos) |
| Mayor diferencia registrada hasta el momento en competencias oficiales organizadas por la Unión Argentina de Rugby (UAR) |          |         |         |                                       |                                       |

### Zona Sur 1
| Pos. | Equipos       | Partidos | Partidos | Partidos | Tantos | Tantos | Tantos | Pts. |
| Pos. | Equipos       | G        | E        | P        | PF     | PC     | DP     | Pts. |
| ---- | ------------- | -------- | -------- | -------- | ------ | ------ | ------ | ---- |
| 1.°  | Mar del Plata | 3        | 0        | 0        | 130    | 14     | +116   | 14   |
| 2.°  | Sur           | 2        | 0        | 1        | 102    | 15     | +87    | 10   |
| 3.°  | Alto Valle    |          |          |          |        |        |        |      |
| 4.°  | Oeste         |          |          |          |        |        |        |      |

|  | Clasifica a fase final |

| 14 de abril | Mar del Plata | 56 - 0  | Alto Valle | Mar del Plata Club, Mar del Plata |  |
|             |               | Reporte |            |                                   |  |

| 15 de abril | Sur | 67 - 3  | Oeste | CUBB, Bahía Blanca |  |
|             |     | Reporte |       |                    |  |

| 21 de abril | Oeste | 3 - 62  | Mar del Plata | Tiro Federal, San Pedro                        |                                                |
|             |       | Reporte |               | Árbitro(s): José Luis Iturralde (Buenos Aires) | Árbitro(s): José Luis Iturralde (Buenos Aires) |

| 22 de abril | Sur | 24 - 0  | Alto Valle | Club El Nacional, Bahía Blanca           |                                          |
|             |     | Reporte |            | Árbitro(s): Ariel Guillén (Buenos Aires) | Árbitro(s): Ariel Guillén (Buenos Aires) |

| 28 de abril | Mar del Plata | 12 - 11 | Sur | Los Cardos RC, Tandil                       |                                             |
|             |               | Reporte |     | Árbitro(s): Roberto Martínez (Buenos Aires) | Árbitro(s): Roberto Martínez (Buenos Aires) |

| 29 de abril | Alto Valle | -       | Oeste | Marabunta RC, Cipolletti            |                                     |
|             |            | Reporte |       | Árbitro(s): Daniel Araque (Austral) | Árbitro(s): Daniel Araque (Austral) |

### Zona Sur 2
| Pos. | Equipos          | Partidos | Partidos | Partidos | Tantos | Tantos | Tantos | Pts. |
| Pos. | Equipos          | G        | E        | P        | PF     | PC     | DP     | Pts. |
| ---- | ---------------- | -------- | -------- | -------- | ------ | ------ | ------ | ---- |
| 1.°  | Chubut           | 3        | 0        | 0        | 196    | 23     | +173   | 15   |
| 2.°  | Lagos del Sur    | 2        | 0        | 1        | 106    | 47     | +59    | 9    |
| 3.°  | Austral          | 1        | 0        | 2        | 67     | 150    | -83    | 6    |
| 4.°  | Tierra del Fuego | 0        | 0        | 3        | 32     | 181    | -149   | 1    |

|  | Clasifica a fase final |

| 24 de marzo | Lagos del Sur | 9 - 35  | Chubut | Club Los Pehuenes, Bariloche        |                                     |
|             |               | Reporte |        | Árbitro(s): Gustavo Ianchina (Cuyo) | Árbitro(s): Gustavo Ianchina (Cuyo) |

| 4 de abril | Austral | 12 - 19 | Lagos del Sur | Dep. Portugués, Comodoro Rivadavia           |                                              |
| |         | Reporte |               | Árbitro(s): Marcelo Rossi (Tierra del Fuego) | Árbitro(s): Marcelo Rossi (Tierra del Fuego) |
| Primera victoria de Lagos del Sur en el Campeonato Argentino de Mayores. El árbitro Marcelo Rossi debió retirarse debido a un pelotazo accidental y fue reemplazado por Daniel Araque (Austral). |         |         |               |                                              |                                              |

| 6 de abril | Lagos del Sur | 78 - 0  | Tierra del Fuego | Comodoro RC, Comodoro Rivadavia     |                                     |
|            |               | Reporte |                  | Árbitro(s): Daniel Araque (Austral) | Árbitro(s): Daniel Araque (Austral) |

| 8 de abril | Austral | 48 - 25 | Tierra del Fuego | Comodoro RC, Comodoro Rivadavia        |                                        |
|            |         | Reporte |                  | Árbitro(s): Jorge Duch (Lagos del Sur) | Árbitro(s): Jorge Duch (Lagos del Sur) |

| 14 de abril | Tierra del Fuego | 7 - 55  | Chubut |  |  |
|             |                  | Reporte |        |  |  |

| 22 de abril | Chubut | 106 - 7 | Austral | Patoruzú RC, Trelew |  |
|             |        | Reporte |         |                     |  |

### Fase final
La localía en las finales de la Zona Sur y Zona Norte fueron decididas por sorteo.
|  | Finales Norte y Sur     | Finales Norte y Sur     | Finales Norte y Sur     |               |          | Final           | Final           | Final           | Final           |  |
|  | 24 de marzo y 5 de mayo | 24 de marzo y 5 de mayo | 24 de marzo y 5 de mayo |               |          | 12 y 19 de mayo | 12 y 19 de mayo | 12 y 19 de mayo | 12 y 19 de mayo |  |
|  |                         |                         |                         |               |          |                 |                 |                 |                 |  |
|  |                         |                         |                         |               |          |                 |                 |                 |                 |  |
|  | Nordeste                | Nordeste                | 14                      |               |          |                 |                 |                 |                 |  |
|  | Nordeste                | Nordeste                | 14                      |               |          |                 |                 |                 |                 |  |
|  | Santiago del Estero     | Santiago del Estero     | 12                      |               |          |                 |                 |                 |                 |  |
|  | Santiago del Estero     | Santiago del Estero     | 12                      |               | Nordeste | Nordeste        | 18              | 10              |                 |  |
|  |                         |                         |                         |               | Nordeste | Nordeste        | 18              | 10              |                 |  |
|  |                         |                         | Mar del Plata           | Mar del Plata | 12       | 31              |                 |                 |                 |  |
|  | Chubut                  | Chubut                  | Mar del Plata           | Mar del Plata | 12       | 31              | 3               |                 |                 |  |
|  | Chubut                  | Chubut                  |                         |               |          |                 | 3               |                 |                 |  |
|  | Mar del Plata           | Mar del Plata           | 41                      |               |          |                 |                 |                 |                 |  |
|  | Mar del Plata           | Mar del Plata           | 41                      |               |          |                 |                 |                 |                 |  |
|  |                         |                         |                         |               |          |                 |                 |                 |                 |  |

Final Zona Norte
| 24 de marzo | Nordeste | 14 - 12 | Santiago del Estero | CURNE, Resistencia                  |                                     |
|             |          | Reporte |                     | Árbitro(s): Daniel Araque (Austral) | Árbitro(s): Daniel Araque (Austral) |

Final Zona Sur
| 5 de mayo | Chubut | 3 - 41  | Mar del Plata | Trelew Rugby Club, Trelew           |                                     |
|           |        | Reporte |               | Árbitro(s): Daniel Araque (Austral) | Árbitro(s): Daniel Araque (Austral) |

Final
El orden de las localías fue decidido por sorteo. La Unión de Rugby de Mar del Plata solicitó la postergación de la final a la UAR debido a la participación de los Los Cardos en el Torneo Nacional de Clubes de 2007, pero este pedido fue rechazado.
| 12 de mayo | Nordeste | 18 - 12 | Mar del Plata | Taragüy Rugby Club, Resistencia      |                                      |
|            |          | Reporte |               | Árbitro(s): Javier Mancuso (Córdoba) | Árbitro(s): Javier Mancuso (Córdoba) |

| 19 de mayo | Mar del Plata | 31 - 10 | Nordeste | Comercial Rugby Club, Mar del Plata        |                                            |
|            |               | Reporte |          | Árbitro(s): Leonardo Borghi (Buenos Aires) | Árbitro(s): Leonardo Borghi (Buenos Aires) |

|                                    |
| Mar del Plata Campeón Zona Ascenso |